# Lucrezia d'Este (XV secolo)
Lucrezia d'Este (Ferrara, 1470 circa – 27 giugno 1516 o 26 ottobre 1518) è stata una nobildonna italiana e signora consorte di Bologna.

## Biografia
Era figlia illegittima del duca di Ferrara Ercole I d'Este, nata dalla relazione di questi con Ludovica Condolmieri, giovane di nobile famiglia caduta in bassa fortuna, figlia di Giorgio Condolmieri.
Nonostante la propria nascita illegittima, Lucrezia crebbe presso la corte ducale estense al pari dei figli legittimi del padre; fu molto amata da quest'ultimo e perfino dalla duchessa Eleonora sua moglie.

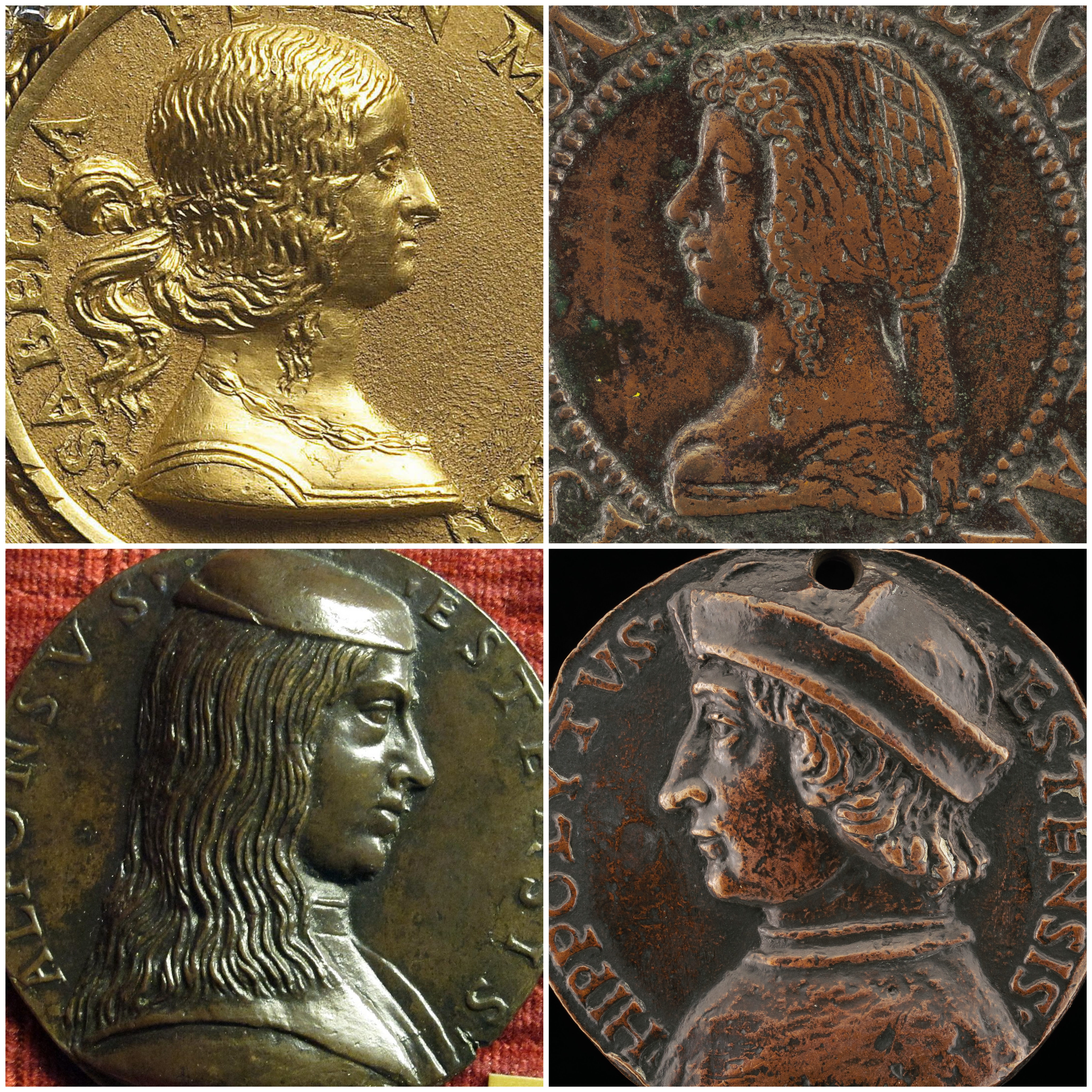
Medaglie dei fratelli d'Este a confronto: Isabella, Alfonso, Ferrante, Ippolito e Sigismondo avevano ereditato il tipico naso estense del padre; Beatrice quello leggermente all'insù della madre. Tutti inoltre erano bruni, fuorché Ferrante, Sigismondo, Lorenzo e Lucrezia, che avevano recuperato, come pare, il tradizionale biondo degli Este.

L'anno di nascita rimane incerto, da collocarsi comunque tra il 1470 e il 1472 per le seguenti ragioni:
1. Nel 1472 Ercole d'Este inviò in dono alla promessa sposa Eleonora un proprio ritratto con la figlia illegittima Lucrezia, la quale dunque doveva essere già nata e abbastanza grandicella da essere ritratta col padre.
2. Nel marzo del 1478 Giovanni II Bentivoglio chiese in sposa Lucrezia per il figlio primogenito Annibale, Ercole accettò la sua proposta e fissò le nozze fra i due giovani nel termine di sei anni, "perché lo sposo et sposa sono zoveniti. Imperò bisogna aspectare dicto tempo de anni sei ad ciò poi siano più apti a copularse et darse in le carne".[4] Poiché l'età lecita per consumare il matrimonio era all'epoca quattordici o al massimo tredici anni, Lucrezia nel 1478 doveva avere circa sette od otto anni.[2]
3. La Genealogia dei Principi d'Este, miniata intorno al 1474-1479, mostra una Lucrezia ancora bambina.
4. La nascita di Lucrezia non viene menzionata in nessuna delle svariate cronache cittadini ferraresi, la quasi totalità delle quali non racconta eventi precedenti al 1471, anno della nomina ducale di Ercole d'Este. Neppure il cronista più minuzioso, Ugo Caleffini, menziona la sua nascita, come farà invece nel 1478 per quella del fratellastro Giulio, altro figlio illegittimo del duca Ercole.

Già nel dicembre del 1478 il giovanissimo Annibale Bentivoglio, che aveva dieci anni, si recò a Ferrara per conoscere la futura sposa. Entrambi i bambini furono definiti bellissimi dai cronisti.

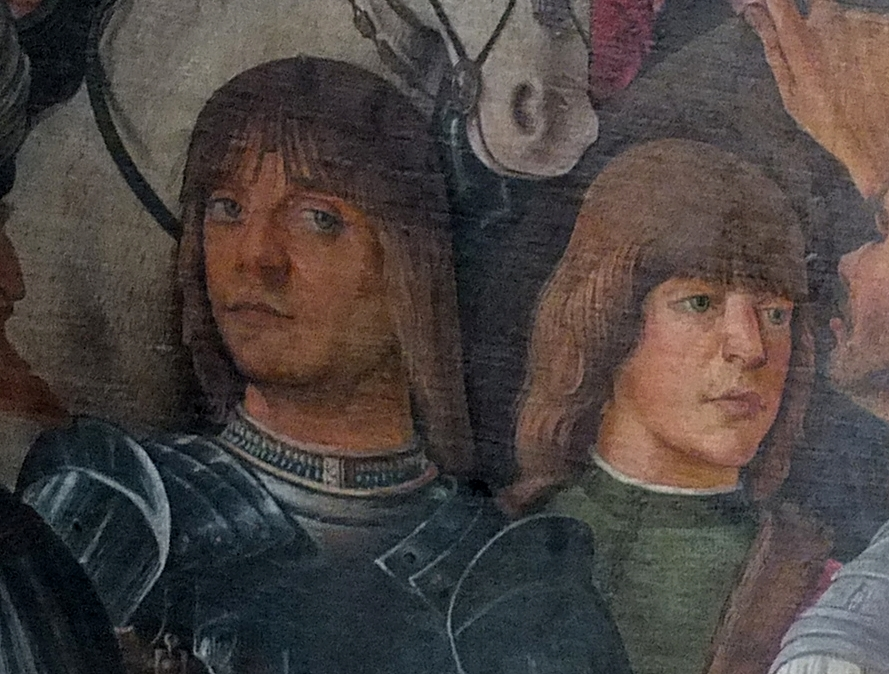
Annibale Bentivoglio (il giovane sulla destra) ritratto insieme al padre Giovanni (a sinistra) nel Trionfo della Fama di Lorenzo Costa, Cappella Bentivoglio.

Le nozze furono posticipate tuttavia di altri due anni, al 28 gennaio 1487. Lo sposo si recò nuovamente a Ferrara con numerose barche per prelevarvi la sposa, che fu poi raggiunta a Bologna dal padre per i festeggiamenti, durante i quali si tenne un memorabile banchetto e una giostra alla quale parteciparono anche rinomati condottieri quali Gaspare Sanseverino e Francesco Gonzaga.
Alla cacciata dei Bentivoglio da Bologna a opera di Papa Giulio II, dovette riparare a Ferrara e poi a Mantova con la numerosa prole.
Le fonti sono discordanti circa la data di morte di Lucrezia: il 27 giugno 1516 o il 26 ottobre 1518

## Discendenza
Al marito Annibale Lucrezia diede tredici figli:
- Costanzo (1489 - 1542), primogenito;
- Alfonso (1490 - ...), cavaliere;
- Cornelio, cameriere d'onore di Papa Clemente VII[6];
- Ferrante (... - prima del 1547), nominato protettore di Antegnate nel 1542[6];
- Lucrezia, monaca in S. Bernardino a Ferrara[6];
- Camilla (... - 1529), sposò Pirro Gonzaga, signore di Bozzolo;
- Ermes;
- Beatrice, sposò Giambattista Malvezzi;
- Bianca;
- Luigi;
- Maura, monaca in S. Vincenzo a Mantova[6];
- Ginevra (battezzata il 13 agosto 1496[6] - ...), sposò Guido da Correggio e poi Costanzo Vistorini;
- Ercole (1507 - 1573).

## Ascendenza
|                      |   |                          | Genitori               |  |  | Nonni |  |  | Bisnonni         |  |  | Trisnonni         |  |
|                      |   |                          |                        |  |  |       |  |  | Alberto V d'Este |  |  | Obizzo III d'Este |  |
|                      |   |                          |                        |  |  |       |  |  | Alberto V d'Este |  |  | Obizzo III d'Este |  |
|                      |   | Lippa Ariosti            |                        |  |  |       |  |  | Alberto V d'Este |  |  |                   |  |
| Niccolò III d'Este   |   |                          |                        |  |  |       |  |  | Alberto V d'Este |  |  |                   |  |
|                      |   | Isotta Albaresani        | Alberto Albaresani     |  |  |       |  |  |                  |  |  |                   |  |
|                      |   | Isotta Albaresani        | Alberto Albaresani     |  |  |       |  |  |                  |  |  |                   |  |
|                      |   | Isotta Albaresani        | ?                      |  |  |       |  |  |                  |  |  |                   |  |
| Ercole I d'Este      |   | Isotta Albaresani        |                        |  |  |       |  |  |                  |  |  |                   |  |
|                      |   | Tommaso III di Saluzzo   | Federico II di Saluzzo |  |  |       |  |  |                  |  |  |                   |  |
|                      |   | Tommaso III di Saluzzo   | Federico II di Saluzzo |  |  |       |  |  |                  |  |  |                   |  |
|                      |   | Tommaso III di Saluzzo   | Beatrice di Ginevra    |  |  |       |  |  |                  |  |  |                   |  |
| Ricciarda di Saluzzo |   | Tommaso III di Saluzzo   |                        |  |  |       |  |  |                  |  |  |                   |  |
|                      |   | Margherita di Pierrepont | Ugo II di Pierrepont   |  |  |       |  |  |                  |  |  |                   |  |
|                      |   | Margherita di Pierrepont | Ugo II di Pierrepont   |  |  |       |  |  |                  |  |  |                   |  |
|                      |   | Margherita di Pierrepont | Bianca di Coucy        |  |  |       |  |  |                  |  |  |                   |  |
| Lucrezia d'Este      |   | Margherita di Pierrepont |                        |  |  |       |  |  |                  |  |  |                   |  |
|                      | … | …                        |                        |  |  |       |  |  |                  |  |  |                   |  |
|                      | … | …                        |                        |  |  |       |  |  |                  |  |  |                   |  |
|                      | … | …                        |                        |  |  |       |  |  |                  |  |  |                   |  |
| Giorgio Condolmieri  | … |                          |                        |  |  |       |  |  |                  |  |  |                   |  |
|                      |   | …                        | …                      |  |  |       |  |  |                  |  |  |                   |  |
|                      |   | …                        | …                      |  |  |       |  |  |                  |  |  |                   |  |
|                      |   | …                        | …                      |  |  |       |  |  |                  |  |  |                   |  |
| Ludovica Condolmieri |   | …                        |                        |  |  |       |  |  |                  |  |  |                   |  |
|                      |   | …                        | …                      |  |  |       |  |  |                  |  |  |                   |  |
|                      |   | …                        | …                      |  |  |       |  |  |                  |  |  |                   |  |
|                      |   | …                        | …                      |  |  |       |  |  |                  |  |  |                   |  |
| …                    |   | …                        |                        |  |  |       |  |  |                  |  |  |                   |  |
|                      |   | …                        | …                      |  |  |       |  |  |                  |  |  |                   |  |
|                      |   | …                        | …                      |  |  |       |  |  |                  |  |  |                   |  |
|                      |   | …                        | …                      |  |  |       |  |  |                  |  |  |                   |  |
|                      |   | …                        |                        |  |  |       |  |  |                  |  |  |                   |  |